# Планинарење
Планинарење (такође алпинизам) је сет активности које обухватају успон уз планину, при чему је један од главних циљева освајање врха. Активности везане за планинарење обухватају традиционалне спољно пењање, пешачење, скијање, и прелажење преко ферата. Пењање у сали, спортско планинарење и пењање по стенама се обично исто тако сматрају планинарењем.
За разлику од већине спортова, планинарству недостају широко примењена формална правила, прописи и управљање; планинари се придржавају великог броја техника и филозофија када се пењу на планине. Бројни локални алпинистички клубови подржавају планинаре угошћујући ресурсе и друштвене активности. Савез алпских клубова, Међународна федерација за пењање и планинарење (UIAA), је светска организација за планинарење и пењање, призната од стране Међународног олимпијског комитета.

## Нематеријално културно наслеђе
Алпинизам у Аустрији, Италији и Швајцарској је уписан 2019. године на Унескову Репрезентативну листу нематеријалног културног наслеђа човечанства.
Алпинизам је традиционална физичка пракса коју карактерише заједничка култура. Та заједничка култура се састоји од познавања планинског окружења, историје праксе и повезаних вредности, као и специфичних вештина. Сем тих елемената неопходно је знање о природном окружењу, променљивим временским условима и природним опасностима. Алпинизам као вештина се заснива и на естетским аспектима: алпинисти теже елегантним покретима пењања, контемплацији пејзажа и хармонији са природним окружењем. Ова пракса развија етичке принципе који су засновани на посвећености сваког појединца, као што је неостављање трајних трагова за собом и преузимање обавезе пружања помоћи међу собом. Суштински део алпинистичког начина размишљања је и осећај тимског духа, који чини нит повезивања алпиниста.

## Планинарење и планинари
Велики број планинара има различите мотиве, а углавном су то: изазов, уживање у нетакнутој природи и дружење. Планинарење често захтева добру кондицију, јер оно обухвата пењање, силажење, ношење ранца итд. Искуство је потребно за коришћење карте, компаса, висиномера, и друге опреме. Основна планинарска опрема подразумева ципеле, јакну, ранац. Списак опреме за озбиљније планинарске експедиције је дугачак. Он поред хране и воде подразумева пењачку опрему (појас, прусик, карабинери, цепин, дерезе, шлем, штапови...), опрему за преноћиште (шатор, врећа, подлога), осталу опрему (наочаре за сунце, ски наочаре, батеријска лампа, компас...) За време успона и силаска може доћи до непредвиђених околности. Планинари морају бити психички припремљени да и у најтежим околностима (магла, ветар, снег, киша, недостатак воде и хране, повреде, кварови опреме...) остану прибрани, помогну другима и безбедно приведу акцију крају.

## Висинска болест
Циљ вискогорства је освајање врхова високих планина. Најчешће се под тим подразумевају врхови преко 2000 метара надморске висине. При пењању на високе планине долази до промена у организму, пре свега због тога што ваздушни притисак опада са повећањем надморске висине.
| Висина (у метрима) | Атмосферски притисак (у милибарима) |
| ------------------ | ----------------------------------- |
| 0                  | 1013                                |
| 1000               | 899                                 |
| 2000               | 795                                 |
| 3000               | 701                                 |
| 4000               | 616                                 |
| 5000               | 540                                 |
| 6000               | 472                                 |

Извор: Међународна авио организација (International Civil Aviation Organization)
Као последица мањег притиска, крв је мање засићена кисеоником него на мањим висинама. Организам се може донекле прилагодити овим условима. Срце куца брже, повећава се крвни притисак. Међутим, на већим висинама, организам се теже прилагођава. Тако настаје висинска болест. Симптоми висинске болести су: главобоља, несаница, губитак апетита, мучнина, повраћање, губитак мокрења итд. Начини борбе против висинске болести су: бити у што бољој кондицији, пити пуно течности, јести добро, добро се аклиматизовати. Аклиматизација је постепено привикавање организма на велику висину. Планинари најчешће покушавају да се аклиматизују по методу „горе - доле“ који подразумева такозване аклиматизационе успоне: пењање на веће висине у току дана, а затим спуштање и ноћење на мањој висини. Тек после једног или више аклиматизационих успона, дефинитивно се наставља даље ка врху.

## Врхови преко 8000 m
Постоји 14 планинских врхова виших од 8000 m. Многи планинари покушавају да освоје „Седам врхова“, односно све врхове за које важи да су највиши врх континента на ком се налазе. Ретки су они који покушавају да освоје свих 14 врхова виших од 8000 m. Сви ови врхови се налазе на Хималајима и то у четири земље: Непалу, Пакистану, Кини и Индији. Тежина се овде не огледа само у томе што су стене са јужне стране веома стрме, а клима са северне стране сурова, већ и у чињеници да је ваздух веома разређен. Због тога велики број пењача користи боце са кисеоником, који, опет, представљају додатни терет за ношење.

## Историјат
Као неки од најранијих планинарских успона у историји забележени су појединачни успони Растка Немањића на Атос (вероватно 1191. године), Дантеа и Петрарке у 14. веку. Један од окидача интензивнијег развоја планинарења био је покрет повратка човека природи чији је носилац био Жан Жак Русо (1712-1778).
Прва планинарска организација основана је у Лондону 1857. године под називом Алпинистички клуб (Alpine club). Након тога овакви клубови оснивају се у Аустрији, Швајцарској, Италији, Француској итд. Ширењу покрета организованог планинарења допринео је и колонијализам. Колонијалне силе, пре свега Велика Британија, ширећи своје територије и утицај шире и „културу” организованог одласка у планине ради њиховог упознавања и „освајања” врхова.
Планинарење, као спорт и покрет, организовано је и развија се на националном и интернационалном плану. Повећањем броја националних удружења и клубова у свету, настала је потреба за развојем сарадње на међународном нивоу. Као последица те потребе 1928. године формирана је Међународна планинарска федерација - UIAA (Union Internationale des Association d'Alpinisme, енгл. International Mountaineering and Climbing Federation), са седиштем у Берну. Ова федерација данас окупља око 80 планинарских организација из више од 50 земаља, координирајући њихов рад преко својих комисија. Њихов највећи допринос огледа се у изграђивању стандарда у обуци, техничкој опреми, заштити природе и безбедности пењача и контролисању њихове примене.

### Рано планинарење
Људи су били присутни у планинама од праисторије. Остаци Еција, који је живео у 4. миленијуму пне, пронађени су у глечеру у Ецталским Алпима. Међутим, највише планине су ретко посећиване у раној фази, и често су биле повезане са натприродним или верским концептима. Без обзира на то, постоји много документованих примера људи који су се пењали на планине пре формалног развоја спорта у 19. веку, иако се многе од ових прича понекад сматрају измишљеним или легендарним.[тражи се извор]
Чувени песник Петрарка описује свој успон на планину Ванту (1.912 m (6.273 ft)) 26. априла 1336. у једном од својих epistolae familiares, тврдећи да је инспирисан успоном Филипа V Македонског на планину Хемо.